# Gyrodactylus aculeati
Gyrodactylus aculeati är en plattmaskart. Gyrodactylus aculeati ingår i släktet Gyrodactylus och familjen Gyrodactylidae. Inga underarter finns listade i Catalogue of Life.